# Hemihyalea labecula
Hemihyalea labecula är en fjärilsart som beskrevs av Augustus Radcliffe Grote 1881. Hemihyalea labecula ingår i släktet Hemihyalea och familjen björnspinnare. Inga underarter finns listade i Catalogue of Life.